# Florence-Graham
Florence-Firestone es un Vecindario ubicado en Huntington Park en  estado estadounidense de California. En el año 2000 tenía una población de 60.197 habitantes y una densidad poblacional de 6,486.4 personas por km².

## Geografía
Florence-Graham se encuentra ubicado en las coordenadas 33°58′10″N 118°14′38″O / 33.96944, -118.24389. Según la Oficina del Censo, la ciudad tiene un área total de 9,3 km² (3,6 mi²), de la cual 9,3 km² (3,6 mi²) es tierra y 0 km² (0 mi²) 0.00% es agua.

## Demografía
Los ingresos medios por hogar en la localidad eran de $25,425, y los ingresos medios por familia eran $25,824. Los hombres tenían unos ingresos medios de $19,400 frente a los $16,496 para las mujeres. La renta per cápita para la localidad era de $8,092. Alrededor del 35.8% de la población estaban por debajo del umbral de pobreza.